# Laser
För andra betydelser, se Laser (olika betydelser).

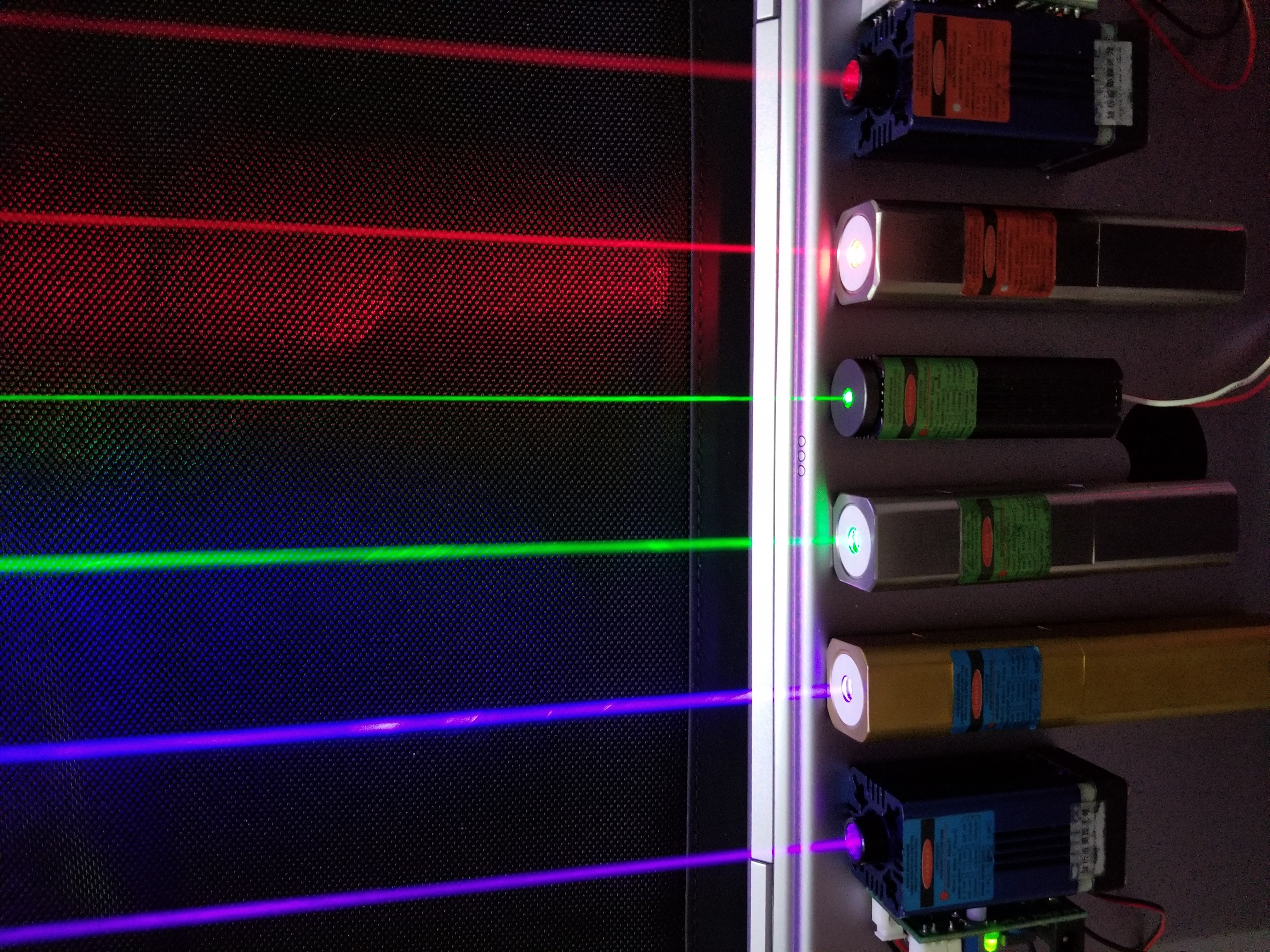
Laser

Laser är en teknik som genom stimulerad emission och ett mediummaterial (ofta ädelsten eller ädelgas) skapar ljusstrålar som är enfärgade (monokroma), koherenta (ljusvågorna är i fas), har en riktning och har stark intensitet. Med en laser är det även möjligt att skapa ljuspulser som är mycket korta (ner till cirka femtosekunder). En maser bygger på samma princip som en laser, men använder mikrovågor istället för synligt ljus. Laser är en akronym för engelska Light Amplification by Stimulated Emission of Radiation ("ljusförstärkning genom stimulerad emission av strålning").
Den första användbara lasern konstruerades av Theodore Maiman år 1960. Den vanligast förekommande lasertypen är halvledarlasern som förekommer i många konsumentprodukter, exempelvis CD- och DVD-läsare, laserpekare och laserskrivare.
Lasrar delas vanligen in i kontinuerliga lasrar, som avger en konstant ljusstråle, och pulsade lasrar, där en kontrollerad ljuspuls avges som kan vara mycket kort (femtosekunder) och ha mycket hög effekt.

## Historia
Den första användbara lasern gjordes vid Hughes Research Laboratories i Malibu av Theodore Maiman år 1960. Den första lasern var en rubinlaser, där lasermediet bestod av en rubinkristall. Rubinlasern ger en röd laserstråle, vilket Maiman förutsagt efter teoretiska beräkningar. Vid denna tidpunkt visste ingen exakt hur en laserstråle skulle se ut, eller vad den skulle kunna användas till, men inom kort utvecklades många tillämpningar.
Maiman var inte säker på att han med blotta ögat skulle kunna avgöra om lasern fungerade eller om det röda ljus han såg bara var rött fluorescensljus från spontan emission i rubinkristallen. Han utförde därför två olika experiment med sina kollegors hjälp som övertygade honom om att det verkligen var laserljus de såg och att det inte var farligt för ögonen. Det första Maiman valde att göra var att mäta längden på ljuspulserna från lasern med en fotodetektor. Vid spontanemission är fluorescenslivslängden från rubin omkring 3 millisekunder. När laserverkan uppnåtts förkortades pulslängden till hundradelar av detta vilket var en stor framgång. I det andra experimentet valde Maiman och hans kolleger att mäta bredden på de röda ljuspulsernas spektrallinje från rubinkristallen. Vid lasereffekt smalnade en av linjerna dramatiskt samtidigt som intensiteten ökade.
Under 1960-talet utvecklades lasrar som använder sig av Q-switching och modlåsning vilket ökade möjligheten att uppnå höga effekter för pulsade lasrar.
Ordet förekommer i Sverige från 1950, men hade inledningsvis en helt annan betydelse, nämligen en sorts harts, laserpitium, än lasern som uppfanns 10 år senare.

## Skillnader relativt andra ljuskällor

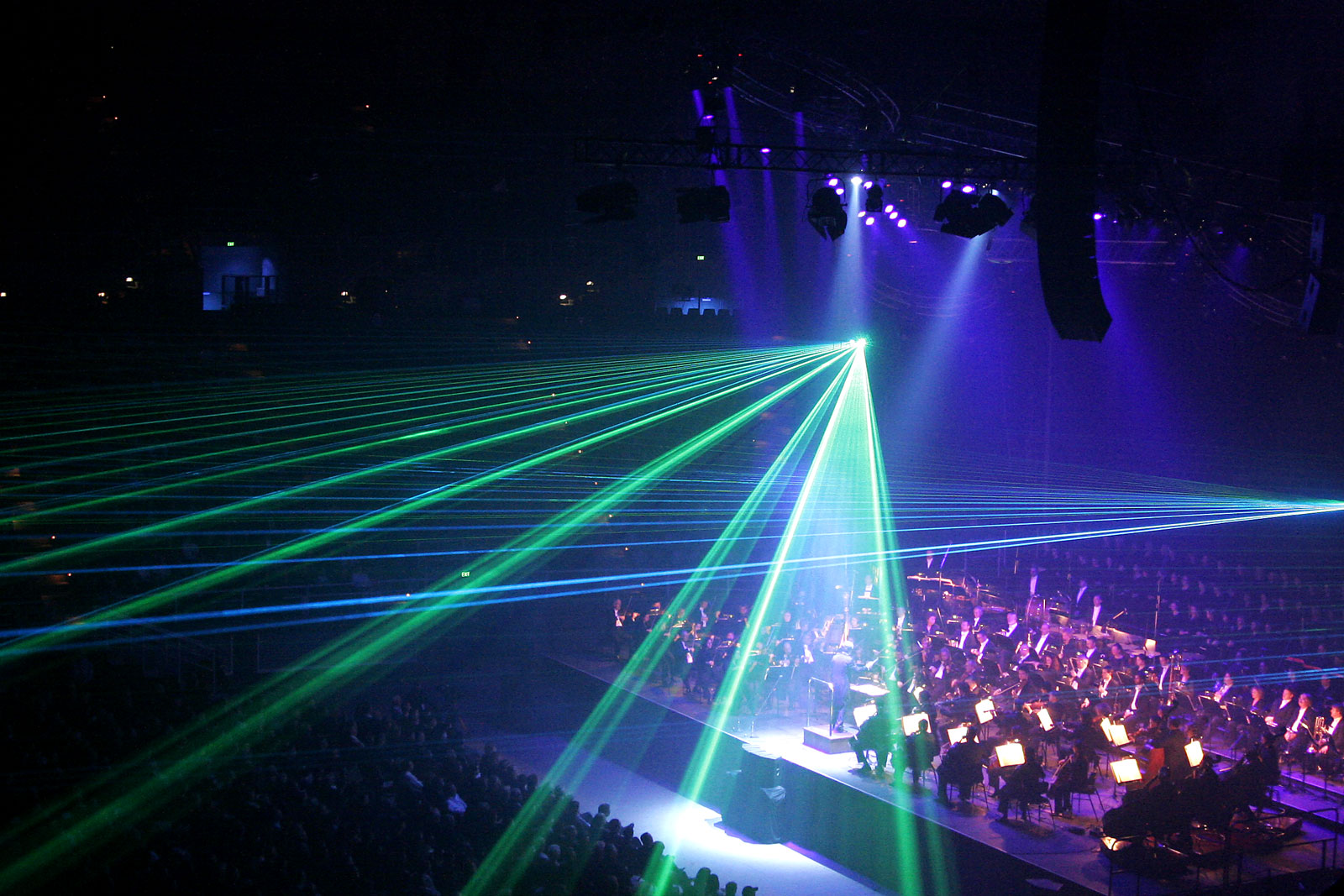
Lasereffekt under en konsert

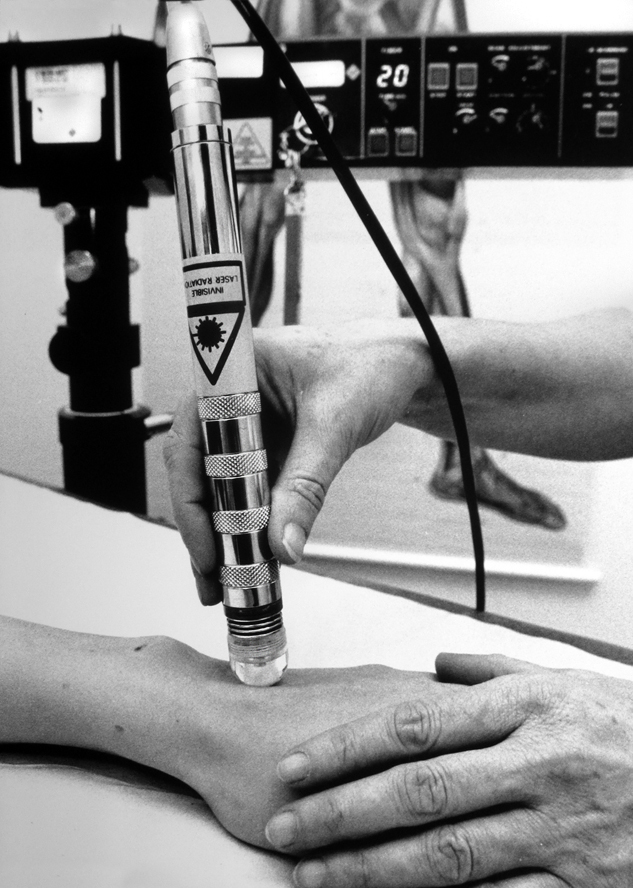
Medicinsk Laser för behandling av reumatism 1988.

En laser sänder ut ljus i ett begränsat våglängdsintervall, medan till exempel en glödlampa i huvudsak sänder ut svartkroppsstrålning över hela spektret av våglängder. 
Det utsända ljuset har också liten divergens, eftersom de vägar som ljuset kan komma ut ur lasern begränsas av kaviteten. Därigenom är det möjligt att uppnå en stark fokusering av laserljuset.
En tredje skillnad är att laserljuset är koherent; ljuset ut ur lasern har alltså samma fas. Koherenslängden, det vill säga den sträcka som ljusvågorna ligger väl i fas med varandra, varierar, men ligger oftast på 2-10 gånger laserkällans längd. Det innebär att diodlasrar har koherenslängder på någon millimeter, medan gaslasrar för skolbruk har koherenslängder på någon meter. Lasrar som optimerats med avseende på koherens kan ha koherenslängder på tiotals kilometer.
Alla dessa egenskaper, kanske främst det faktum att lasrar enbart sänder ut ljus inom ett begränsat våglängdsintervall, gör dem populära för vetenskapliga ändamål, till exempel för att studera gaser, se laserdiagnostik.

## Grundläggande teori

Principskiss för laser.
1. Lasermedium
2. Pumpljus som exciterar lasermediet
3. Helt reflekterande spegel
4. Delvis genomsläpplig spegel
5. Laserstråle

Lasern sänder ut fotoner i fas med varandra i en smal väldefinierad ljusstråle i en enda våglängd, till skillnad från en vanlig ljuskälla som sänder ut fotoner i alla riktningar och faser över ett brett elektromagnetiskt spektrum (olika våglängder). Lasern kan man koncentrera till en liten yta och då blir den därmed mycket intensivare. Laserljus som är starkt koncentrerat och intensivt kan skära genom mineraler och stål. Lasern används ofta även inom optisk kommunikation.
Laserljus kan förekomma över hela det infraröda, synliga och ultravioletta spektret ned till röntgenstrålning. Dock är rött laserljus billigast att framställa och används därför ofta. Det finns en apparatur liknande lasern som istället för synligt ljus använder våglängder i mikrovågsdelen av ljusspektret. Dessa kallas för maser (Microwave Amplification by Stimulated Emission of Radiation). Masrarna används som regel inte som källor för mikrovågsstrålning, utan som extremt känsliga förstärkare i till exempel radioastronomiska mottagare. 

### Spontanochstimulerad emission
En atom eller molekyl som utsätts för ljus av lämplig våglängd kan ta upp ljusenergi i form av fotoner och därmed övergå till en högre energinivå. I lasersammanhang kallas detta att atomen eller molekylen pumpas. Pumpljuset kan komma från en blixtlampa eller från en annan laser. Av flera orsaker kan elektronen sedan hoppa från den högre energinivån till en lägre; detta leder då till att en foton med en energi motsvarande energiskillnaden mellan excitationsnivåerna emitteras. Detta kallas de-excitation. Beroende på om övergångarna ligger mellan elektroniska nivåer (det vill säga att elektronernas struktur i atomen eller molekylen ändras) eller inom rotations- och vibrationsband kommer den emitterade fotonens våglängd att ligga mellan synligt ljus och infrarött.
Om detta sker utan inverkan av en inkommande foton kallas det för spontan emission. Den utgående fotonen kan då ha vilken riktning som helst.
Vid stimulerad emission får en inkommande foton en av atomens elektroner att de-exciteras. Till skillnad mot spontan emission avges nu två fotoner som båda är i fas.

### Kaviteten
En optisk kavitet består av två speglar som placeras på varsin sida av lasermediet. Laserljuset kommer därför att passera genom mediet upprepade gånger. Den ena spegeln reflekterar inte riktigt allt ljus, så det ljus som lämnar kaviteten genom denna spegel bildar den utgående laserstrålen.

### Q-switching
Q-switching är ett sätt att skapa korta laserpulser med mycket hög effekt, som bygger på att kaviteten görs ogenomskinlig. En äldre metod för att åstadkomma Q-switching är att använda en roterande spegel, en annan är att placera ett absorberande material mellan lasermediet och utkopplingsspegeln. Detta material bleks tills det blir transparent.

## Säkerhetsklasser
Beroende på laserstrålens effekt, utbredning samt våglängd klassificeras lasern enligt den internationella standarden IEC 60825-1, utgåva 1.2, 2001.
- Klass 1 Effekten är låg och orsakar inte ögonskador.
- Klass 1M Orsakar inga skador om strålen inte samlas med hjälp av optik.
- Klass 2 Synlig laser som förmår ögat att blinka innan skador uppkommer.
- Klass 2M Synlig spridd laser som kan skada ögat om strålen samlas optiskt.
- Klass 3R Gränsfall för vad som skadar ögat. Laserstrålar som tillfälligt träffar ögat ger inga skador. Synliga lasrar i området 1mW till 5mW klassificeras normalt som 3R[3].
- Klass 3B Laserstrålen får inte träffa ögat, reflekterat ljus kan potentiellt skada ögat (speciellt från en spegel eller liknande). Kan även skada hud. (5mW+).
- Klass 4 Både reflekterat ljus och tillfällig exponering är farliga för ögat. Kan även skada hud och orsaka brand.

Tidigare har lasrar klassificerats enligt äldre klasser som inte varit internationellt samstämmiga. Äldre lasrar är givetvis märkta enligt det gamla systemet.

## Olika typer av laser
- Helium-neonlaser använder som aktivt medium helium och neon och som pumpanordning elektriska urladdningar. Lasern uppnår laserverkan bland annat vid 632,8 nm. Excitationen uppnås genom kollisioner mellan heliumatomerna. De flesta helium-neonlasrar har låg effekt, 0,5–10 mW.
- Rubinlaser, ljus med våglängd 694,3 nm, används till exempel för att avlägsna tatueringar och födelsemärken inom läkarvetenskapen.
- Halvledarlasrar eller diodlasrar används i "laserpekare", laserskrivare, CD-/DVD-spelare och inom fiberoptisk kommunikation då de är små och billiga att masstillverka.
- Koldioxidlaser används för att skära och svetsa i industrin. Den är oftast kraftigt infraröd med en våglängd på cirka 10,6 mikrometer. Effekter på hundratals watt är inte ovanliga, men kontinuerliga effekter uppemot 100 000 watt finns.
- Excimerlaser ger strålning i det ultravioletta området. De används bland annat inom tunnfilmstekniken och halvledarindustrin. Eftersom fotonenergin är hög kommer organiska molekyler att slås sönder av strålningen. Detta har medfört att excimerlasern ofta används inom medicin och biologin.
- Nd:YAG-laser, pulsad laser med våglängd 1 064 nm. Används för en mängd vetenskapliga ändamål. Nd-YAG lasern är den dominerande lasertypen som används vid materialbearbetning inom den tillverkande industrin, till exempel bilindustrin.
- Argonjonlaser kan ge laserstrålning av ett flertal våglängder inom det synliga området (samt några i UV och IR), de starkaste vid 488 nm och 514 nm. Det främsta användningsområdet är idag optisk spektroskopi.
- Färgämneslaser (Dye Laser)

## Användningsområden
Lasertekniken har kommit att få en rad olika tillämpningar. Den kan till exempel användas för att mäta luftföroreningar, bilars hastighet, gassammansättningen i till exempel köttfärs- och juiceförpackningar eller användas som vattenpass. Lasern kan även användas för att art- eller kategoribestämma flygande fåglar, även på hög höjd, genom att identifiera specifika färgämnen i fågelns fjäderdräkt. En annan användning är laserspektroskopi, där man t.ex. kan separera olika isotoper från varandra. Laserpekare förbättrar verbal vägledning som ges till studenter under kirurgisk utbildning. Den föreslagna förklaringsmekanismen är att tekniken möjliggör en tydligare och mer exakt beskrivning och identifieringen av anatomiska strukturer.

### Medicin
Laserbehandling med så kallad lågeffektslaser, ofta kallat laserterapi (eng. Low Level Laser Therapy/LLLT) används inom alternativmedicin för att behandla olika tillstånd som ex. inflammatoriska tillstånd, immunologiska, cirkulatoriska och för att stimulera sårläkning. Forskningen började med Endre Mesters försök att behandla sår på möss och hans första publikation kom ut 1967. Trots mycket forskning saknas det (2020) evidens för att laserbehandling har effekt till exempel mot smärta från muskulatur, leder och lednära vävnad.
Laserbehandling i form av laserkirurgi används bland annat vid behandling av brytningsfel av hornhinnan, skador på näthinnan, grön starr och kärlmissbildningar.

### Industri
- Laserskärning av t.ex. trä och metall
- Lasersvetsning för material med komplex form eller som är svåra att sammanfoga[12]

## Regler för yrkesmässig användning av laser
Arbete med lasrar klass 3B och 4 omfattas i Sveriges av Arbetsmiljöverkets föreskrift AFS 2009:7, artificiell optisk strålning. Reglerna innefattar bland annat krav på:
- märkning, varningstexter och skyddsutrustning
- person ansvarig för lasersäkerhet
- att riskområde märks ut
- laserstrålens bana ska vara inkapslad eller avskärmad. Inomhus ska den avslutas med ett strålstopp. Gäller ej för medicinska lasrar

detta krav är förenat med sanktionsavgift på 40 000–400 000 kronor.
- laserskyddsglasögon ska användas om det finns risk för att oskyddat öga exponeras

detta krav är förenat med sanktionsavgift på 40 000–400 000 kronor.